# 星霜、誘う
「星霜、誘う」（せいそう、さそう）は、日本のバンド藍坊主の15枚目のシングル。2012年12月12日にトイズファクトリーから発売された。

## 概要
- 前作「ホタル」以来8ヶ月ぶりのリリース。前作同様、初回限定盤と通常盤でのリリースとなる。
- 今作品からジャケットはcentral67に依頼。オブジェ作成から行われ、猫や都会のビル群が秀逸に作り上げられた。象徴的な猫のオブジェはMVにも登場している。
- 「星霜、誘う」の発売を記念して12月16日にレコ発フリーライブ「aobozu (FREE) LIVE 2012 ～ダイバーのための夜想曲～」を東京・DiverCity Tokyo Plaza（フェスティバル広場）にて開催した。また、この日のライブはニコニコ生放送で生中継された。
- 初回限定盤には「星霜、誘う」のMV、メイキング映像を収録したDVD付き。

## 収録曲

### CD
1. 星霜、誘う [4:42]
(作詞：佐々木健太、作曲：佐々木健太/藤森真一、編曲：河野圭/藍坊主)
曲名の「星霜」とは歳月という意味を持つ。
今作ではサウンドプロデューサーに河野圭を迎えている。
2. 風の国と地上絵 [4:36]
(作詞：藤森真一、作曲：渡辺拓郎、編曲：藍坊主)
渡辺が初めて単独で作曲を手掛けた曲。
3. She is the beautiful [4:55]
(作詞・作曲：藤森真一、編曲：藍坊主)
藤森がピアノを演奏している曲。

### DVD(初回限定盤のみ)
1. 星霜、誘う (Music video+Making)